# کولچاگوا ۳۴۹۵
سیارک ۳۴۹۵ (به انگلیسی: 3495 Colchagua، نامگذاری:1981NU) سه هزار و چهارصد و نود و پنجمین سیارک کشف شده‌است که در ۲ ژوئیه ۱۹۸۱ کشف شد.
قدر مطلق سیارک برابر ۱۱٫۴۰ است.